# Ràdio Cornellà
Ràdio Cornellà és una emissora de ràdio catalana de Cornellà de Llobregat que emet en la freqüència 104.6 FM. Té una vocació generalista i d'abast municipal i la seva primera emissió tingué lloc el 4 de juny del 1982, després d'un any en proves. És de titularitat pública, gestionada per l'Institut Municipal de Radiodifusió de Cornellà de Llobregat, que pertany a l'ajuntament de la ciutat.
L'emissora té els seus orígens, per una banda, en les ràdios locals baixllobregatenques sorgides per les limitacions territorials radiofòniques del franquisme i, per l'altra, en la proliferació de les ràdios lliures, locals i autogestionades de finals de la dècada del 1970 —particularment Ràdio Almeda. La seva aparició esdevingué en el seu inici un baluard de la comunicació de proximitat i de la normalització lingüística del català al municipi després de la dictadura. Atesa la xifra de ciutadans de Cornellà de Llobregat (entre 85.000 i 90.000 durant la seva existència), ha gaudit al llarg de la seva història del pas d'un volum significatiu de personatges il·lustres vinculats al món de la radiotelevisió catalana, d'un reguitzell de canvis de dial (freqüència) atès el profund moment d'estructuració radiofònica dels anys 1980, així com de recursos econòmics i tècnics i de programes de llarga trajectòria o guardonats pel sector.
Entre la seva diversa programació hi destaca sobretot la interacció amb les entitats d'arrel cultural catalana i també amb aquelles fruit de les onades d'immigració a la ciutat durant la segona meitat del segle xx. En aquest sentit, Ràdio Cornellà ha esdevingut un dels mitjans més rellevants de Catalunya en la difusió i documentació sonora del món sardanista gràcies al programa Nostra Dansa (al qual se li han dedicat fins a tres sardanes) i això ha contribuït a fer del municipi un indret neuràlgic d'actes d'aquesta dansa.
Paral·lelament, la vinculació de l'emissora amb les escoles i l'àmbit de la infantesa s'ha fet palès amb la visita anual per les seves instal·lacions d'uns 300 alumnes de primària i de secundària i pel fet que el seu especial Nit de reis és el programa de ràdio infantil més antic de tot Catalunya emès de manera ininterrompuda, en antena d'ençà del 1982.

## Context i precedents

### La penetració comunicativa al Baix Llobregat a mitjanseglexx
La ràdio fou un mitjà que s'integrà ràpidament a Catalunya ben entrat el primer terç del segle xx. Per bé que els primers radioclubs s'hi posaren en marxa a les primeries del decenni del 1920, no fou fins a dos esdeveniments polítics de rellevància cabdal que realment penetrà en la ciutadania catalana: durant els Fets del sis d'octubre del 1934 i amb l'esclat de la Guerra Civil espanyola del 1936 —amb què es truncà el seu progrés i es minimitzà a una funció informativa. A més a més, tingué la particularitat que ho feu sempre per la via local i de proximitat, puix que les emissores tenien una infraestructura de molt poc abast i un Decret del 1932 havia autoritzat com a màxim 200 watts de potència i no més d'una emissora per localitat.
Al Baix Llobregat hi hagué, durant el franquisme, una divergència clara segons el mitjà de comunicació. La premsa escrita depengué rotundament del relat oficialista i moralista de la Falange que provenia de les grans urbs: Barcelona i Madrid. Això fou conseqüència d'una premsa comarcal que no havia reeixit durant els anys 1920 ni 1930; ni cap diari, ni setmanari ni cap altra publicació periòdica hi havien aconseguit prou consolidació com per maniobrar, amb l'arribada del feixisme i la censura periodística, un discurs de proximitat social quant als esdeveniments locals del dia a dia. Les úniques excepcions foren, a partir de mitjan dècada del 1950, els butlletins municipals i un discret viratge intel·lectual, artístic i de cohesió social de les publicacions catòliques parroquials, com ara El Pensamiento a Cornellà. En canvi, la ràdio patí tot just després de la guerra la requisa massiva d'equips radiofònics i anà acompanyada de l'Ordre del 6 d'octubre de 1939, per la qual s'havia de circumscriure en l'entorn local o comarcal i perllongà la seua faceta purament municipal.
Mentre la Ràdio Nacional d'Espanya (RNE; que emetia per la banda OM) tenia el monopoli de la informació generalista i es dotà de mecanismes com la «Red de Emisoras del Movimiento» ('Xarxa d'Emissores del Moviment') o les estacions-escola del «Frente de Juventudes» ('Front de Joventuts') per reforçar el seu missatge nacionalsindicalista, les ràdios locals i una jove generació de radioafició creixent començaren a trencar l'esquema monòton i uníson de la dictadura espanyola.
La primera ràdio municipal del Baix Llobregat fou la de Sant Feliu de Llobregat, posada en marxa el 1948 per un grup de joves sense ànim de lucre i que el 1951 rebé l'aprovació governamental d'estació-escola, tot essent la tercera de més audiència de tot Catalunya durant els anys següents. La varen seguir les ràdios de Molins de Rei (1950), Martorell (1951) i una de combinada d'Esplugues de Llobregat i Sant Just Desvern (1951). A Cornellà no se'n documenta cap progrés en aquest sentit durant el franquisme, curiosament tampoc des del punt de vista de cap emissora parroquial —tenint en compte que el cristianisme de base jugà un paper fonamental en la vertebració juvenil i dels nous barris durant la forta onada d'immigració a la ciutat d'aquells anys. Només Castelldefels en tingué una, la qual retransmeté algunes misses i amb molta irregularitat. Totes aquestes emissores, com les de la resta del país i fins a la fi del franquisme, estigueren estrictament subjectes a la censura de la dictadura i empraren únicament el castellà per imposició legal, amb excepcions esporàdiques de teatre en català d'ençà d'un decret del 1952.

### L'esplendor de les ràdios lliures i municipals durant la Transició
La ràdio experimentà un apogeu exponencial en la banda FM amb la fi del franquisme i la consegüent escletxa pel dret a la llibertat d'expressió que comportà la transició espanyola. En primer lloc, aparegueren les primeres retransmissions en català amb la creació de Ràdio 4 (RNE4) i molt afavorides per l'èxit social de la Nova Cançó. I en segon lloc, es desfermà una passió radiofònica alternativa i desmarcada de línies editorials que tingué, a Cornellà, dos referents significatius en les anomenades ràdios lliures: per una banda, des de Barcelona, Ona Lliure —la primera d'aquest tipus a tot Catalunya. I per l'altra, la disseminació local d'aquest fenomen per molts activistes radioaficionats al Baix Llobregat que acabà desencadenant en la primera ràdio pròpiament cornellanenca: «Radio Almeda, Voz Libre del Baix Llobregat» ('Ràdio Almeda, Veu Lliure del Baix Llobregat').

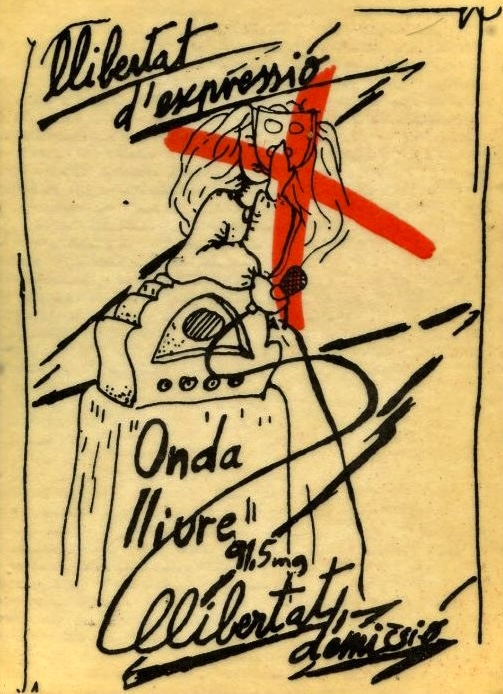
Segell reivindicatiu i de micromecenatge contra el precintament policial d'Ona Lliure del 1979.

Ràdio Almeda, vinculada al barri cornellanenc d'Almeda i que emeté en castellà, fou creada el 1978 pel veí José Luis Caro, inspirada en el model italià de ràdio alternativa, després d'un seguit de trobades internacionalistes. Durant gairebé un any i mig retransmeté fils musicals, esdeveniments esportius del FC Almeda i també entrevistes polítiques. Fou clausurada el juliol del 1979 per ordre governamental quan estava en procés de legalització i ja s'havia guanyat el suport municipal i veïnal de la ciutat, per bé que anys més tard una ràdio pirata de nom R. 83 tornaria a operar al barri. Més endavant, diversos radioaficionats cornellanencs acabaren creant una entitat, Radioclub Ciutat de Cornellà, que dugué l'indicatiu EA3CDC i que romangué actiu fins ben entrat el xxi. També es documentà esporàdicament l'existència d'una ràdio pirata cornellanenca en castellà de nom «Radio Juventud Andalucía» (poc després esdevingué «Ràdio Joventut») en el dial 104.8 FM, que a data del 1987 podria ser que encara hagués subsistit sota el nom de «Radio Compañía» («Ràdio Companyia»).
A la ciutat veïna de Sant Boi de Llobregat, pocs mesos després del cas de Ràdio Almeda, el govern municipal hi aprovà la creació de Ràdio Sant Boi el febrer de 1980. Precisament aquell any es visqué a Catalunya l'explosió del fenomen de la ràdio local de gestió municipal i més de 30 consistoris varen remetre conjuntament al registre de la Generalitat de Catalunya les seves sol·licituds per formalitzar una emissora local. Aquell ritme no deixà de créixer el 1981, en què s'ha documentat que se n'arribà a crear una de nova gairebé cada quinze dies. Allò comportà la creació del Secretariat de les Emissores Municipals de Catalunya (EMUC), que juntament amb un decret-llei de la pròpia Generalitat també esdevingué un baluard per a aixoplugar i normalitzar encara més noves ràdios d'arrel local.

## Història de l'emissora

### Anys 1980 i 1990: Naixement i primers anys
Ràdio Cornellà va néixer de la desaparició de Ràdio Almeda i dels seus partidaris de refundar-la com una ràdio municipal pública que pogués dinamitzar socialment i cultural tota la ciutat (més enllà de l'abast de barri de la seva predecessora), així com també de la inevitable influència que comportà la creació d'emissores municipals veïnes com la de Ràdio Sant Boi i la seva agrupació resguardada sota un ens com l'EMUC. Després de diverses negociacions amb el consistori i un any de proves d'ençà del juny del 1981, nasqué púlicament el 4 de juny del 1982 amb una primera emissió en la freqüència 101.7 FM i des d'un petit estudi a la quarta planta de l’edifici de PRECSA del Parc de Can Mercader. El seu objectiu principal, de la mà de la seva primera directora, Carmen Pérez Flores i més endavant de Vicenç Badenes i Teixidó, era la cohesió social del municipi com a eina informativa i alhora incrementar la coneixença ciutadana i la seva participació en els assumptes d'interès col·lectiu. Es considera que la seva creació i trajectòria han esdevingut un factor clau de la normalització lingüística del català al municipi.

Logotip primerenc de Ràdio Cornellà quan emetia en el dial 101.7 FM, extret d'un anunci publicitari a la revista MAF del 1983.

En les 1es Jornades sobre Mesocomunicació de Catalunya, celebrades el 1984, s'analitzaren els serveis, instal·lacions i personal de Ràdio Cornellà com una emissora amb un horari de 14 a 22 hores, professionalitzada amb quatre contractes de funcionaris municipals, tres llicenciats en Periodisme i tres estudiants, però molt dependent de l'Ajuntament amb només un 1% dels ingressos provinents de la publicitat. Les seves instal·lacions tenien dos estudis, una potència d'emissió de 50 watts, 3 micròfons i 7 platines magnetòfones i tocadiscs. Aquestes característiques la situaren com una de les ràdios locals de Catalunya amb més recursos i professionalització, atès el seu gran volum de públic objectiu. En aquell moment, Ràdio Cornellà ja era també membre de l'EMUC, atès que la seva constitució s'havia formalitzat a través d'un edicte municipal (condició necessària per a ser-ho).
Insòlitament, Ràdio Cornellà passà per múltiples canvis de dial FM en un període breu i convuls en el sector. Primer des del 107.1 FM inicial al 101.4 FM a partir de la tardor del 1983. I només uns mesos després, al 101.2 FM des de mitjan 1984. A les acaballes del 1984, l'esclat de tot tipus d'emisores encara no havia cessat malgrat les regulacions governamentals i els precintaments d'equips: l'emissora pública convivia i competia amb fins a tres ràdios pirates locals més: Ràdio Joventut d'Andalusia en la freqüència 96.4 FM, R. 83 del barri d'Almeda en la 100.4 FM i Ràdio Metropol en la 92.4 FM (aquesta útima des d'un domicili particular del carrer de la República Argentina del barri de Sant Ildefons). A l'inici del 1985, se les podia sintonitzar totes des d'un aparell mitjà del centre de Barcelona, a banda d'una altra també cornellanenca, Ràdio Estudio 30 (al dial 97.55 FM). Posteriorment, encara hagué de passar per tres canvis més: pel 89.6 FM, pel 92.0 FM vers el 1992 i, finalment, per petició del Departament de Telecomunicacions de la Generalitat de Catalunya aproximadament el 1995 —atès que volia encabir la freqüència de Catalunya Informació en el 92.0 FM—, un darrer canvi de dial a la freqüència 104.6 FM (en la que s'hi ha mantingut des de llavors).

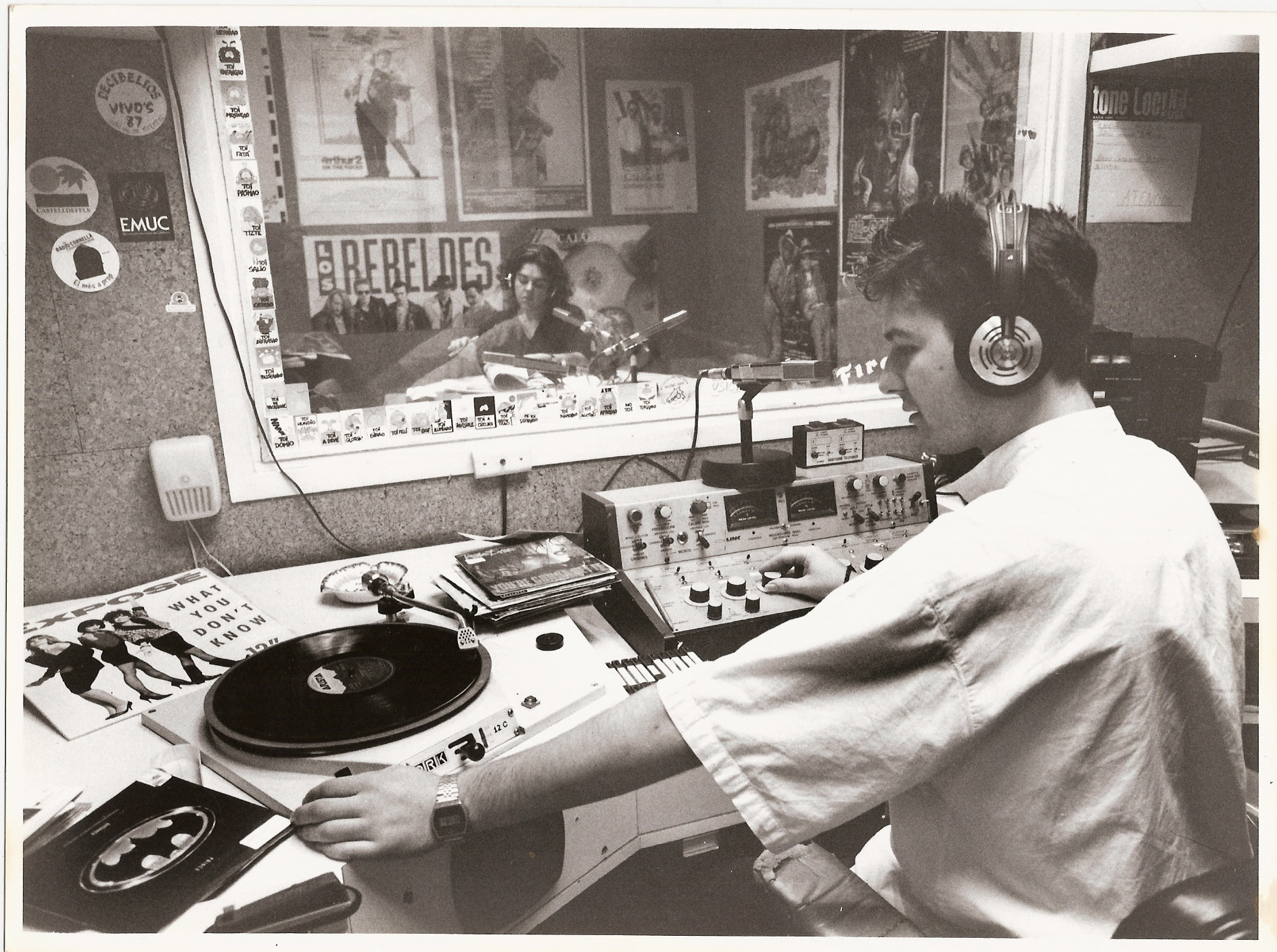
Estudi de ràdio Cornellà durant la segona meitat dels anys 1980.

La primavera del 1985, l'ajuntament adquirí un nou local al soterrani d'un dels edificis d'un complex d'habitatges al carrer de la Costa Brava del barri de la Gavarra i l’emissora s'hi traslladà, on hi ha romàs fins a l'actualitat. Aquell mateix any, també hostatjà als seus estudis els primers esforços col·laboratius de les emissores de tot el sud de la comarca per emetre programes conjuntament, amb uns resultats que es varen prolongar també en butlletins de notícies durant un temps. El 1986, durant tots els processos de reestructuració legal de les ràdios i també dels ens municipals de Cornellà, l'ajuntament creà el Patronat Municipal de Ràdio Cornellà, que en seria l'òrgan gestor fins al 2005.
L'estiu del 1989, amb la creació del servei en català de l'Agència EFE, Ràdio Cornellà fou un dels 45 mitjans (15 d'ells ràdios municipals) que s'hi abonà per emetre butlletins de notícies diàriament. Al tombant d'aquell any, Montserrat Pérez Lancho fou nomenada directora de l'emissora, que el 1991 millorà diversos equips i adquirí una unitat mòbil. Fou aquell mateix any que rebé el seu primer premi Rosalia Rovira de la Diputació de Barcelona (que s'atorga al sector de la comunicació local), guardó que tornà a rebre el 1997 gràcies a la millora creixent de l'abast i qualitat en la seva programació. Durant tot el període transcorregut en aquelles dues dècades, Ràdio Cornellà no estigué mai afiliada a la Federació de Ràdios Locals de Catalunya.

### Segle XXI: Consolidació i digitalització
Amb l'arribada del nou segle, la direcció de Ràdio Cornellà canvià de mans en diverses ocasions. L'any 2000, Rocío García Pérez reemplaçà Montserrat Pérez Lancho en el càrrec de directora de la ràdio després de 10 anys de mandat. El 7 de novembre del 2002 Ràdio Cornellà celebrà el seu 20è aniversari a l'auditori de la ciutat amb un concert del cantautor català Joan Manuel Serrat i una exposició històrica al Museu Palau Mercader sobre la creació i la trajectòria de l'organització, amb una reproducció a petita escala de l'estudi per a la mainada. Al llarg d'aquell any, els compositors de sardanes Antoni Albors i Asins i Tomàs Gil Membrado li crearen dues sardanes com a homenatge: Vint anys en antena i Vint anys de Nostra Dansa, respectivament. La tardor del 2003 s'ampliaren continguts propis amb diversos nous espais de programació pròpia respecte les temporades radiofòniques anteriors amb l'assumpció de la nova direcció per part de Gemma Campos Bou, un cop García Pérez fou elegida regidora en les eleccions municipals d'aquell mateix any. Tres més anys, fou Mireia Navarro Giménez qui passà a dirigir l'emissora. I transcorreguts els 25 anys d'existència, sota la seva direcció, la ràdio i l'ajuntament de Cornellà organitzaren entre el febrer i el març del 2008 un seguit d'actes de commemoració amb una rèplica fideligna del primer estudi de l'emissora per explicar l'avenç tecnològic que patí.

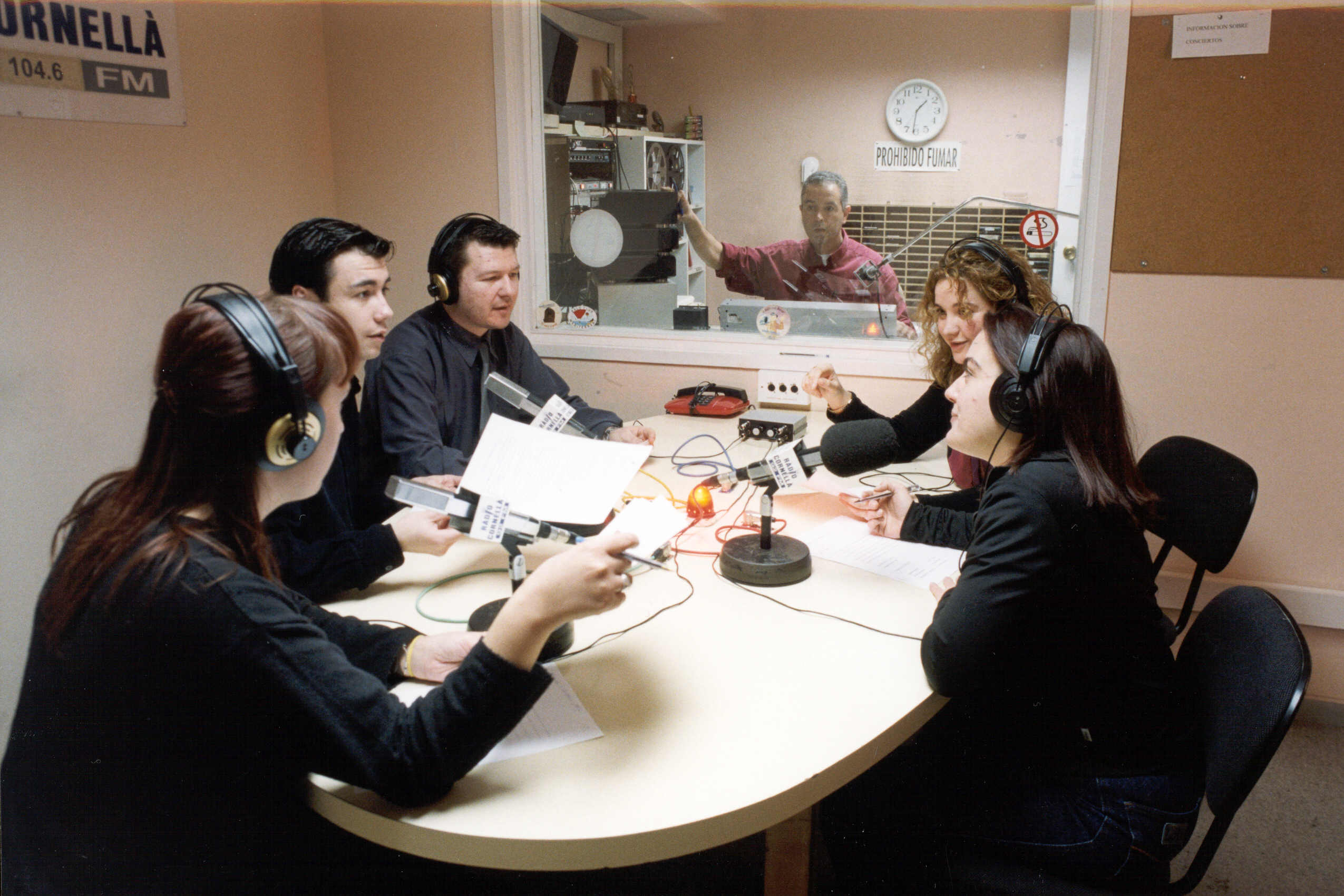
Emissió en directe d'un dels programes radiofònics de l'emissora amb l'entrada del.

Amb l'arribada dels anys 2010, l'emissora continuà evolucionant digitalment amb nova programació però mantenint-hi els programes culturals de més participació ciutadana. Fou copartícep del Premi Nacional de Comunicació de Proximitat del 2014, entregat per la Generalitat de Catalunya i que s'atorgà a la Xarxa de Comunicació Local (a la qual Ràdio Cornellà hi estava adherida). El 2016 anuncià la incorporació d'un aplicatiu mòbil i d'un sistema de pòdcasting per seguir l'emissora.
El canvi de dècada estigué marcat en el seu inici per la pandèmia mundial de COVID-19, que afectà la seva programació i per a la qual l'emissora endegà el març del 2020 una campanya de missatges ciutadans per encoratjar-se a romandre a casa durant els períodes d'aïllament. Un any després, la situació sanitària millorà i Ràdio Cornellà actualitzà la programació de la temporada del seu 40è aniversari, que culminà el 5 de juny del 2022 amb una festa de celebració al Parc de Can Mercader que inclogué un programa especial conduït per diversos dels seus periodistes històrics, activitats infantils i concerts. Assolida aquesta efemèride, a Ràdio Cornellà hi col·laboraven fins a 80 persones en 30 programes diferents i s'hi havien arribat a anunciar durant la seva història fins a vora 500 empreses i establiments.
L'organigrama de l'emissora en aquest període està regit per una estructura plenament pública que depèn de l'Institut Municipal de Radiodifusió de Cornellà de Llobregat (IMR). Aquest ens, que reemplaçà l'any 2005 el Patronat Municipal de Radio Cornellà, té segons les pràctiques de govern obert un consell rector constituït pel director de la ràdio i presidit pel batlle de Cornellà, amb el tinent de cultura com a vicepresident, d'altres regidors com a vocals i l'interventor i el secretari municipals.

## Programes històrics i més destacats

### Programació d'arrel cultural

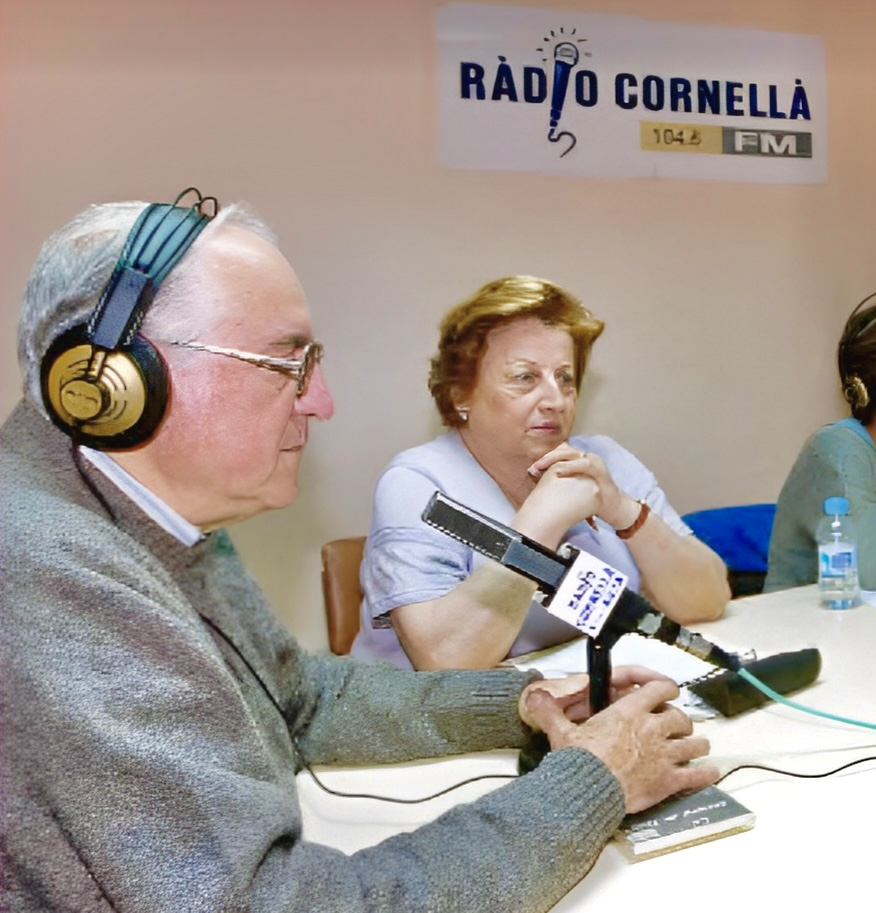
Pilar Pons i Lax i Jordi Fort i Font als estudis de Ràdio Cornellà, possiblement pels volts de 2005, en una de les retransmissions del programa sardanista Nostra Dansa.

En l'àmbit cultural, un dels programes més destacats i el més longeu de l'emissora és Nostra Dansa, que explica la tradició sardanista i està coordinat i presentat per membres dels Amics de la Sardana de Cornellà. Fou creat pel comunicador català Jordi Fort i Font juntament amb Enric Górriz i Nuet l'any 1982, amb l'inici de la emissora, i tingué inicialment mitja hora de durada. Font en fou el director i ambdós n'eren presentadors. El 1986, tot i els diversos problemes radiofònics que patí durant la retransmissió de l'esdeveniment, participà de la primera època de La Sardana de l'Any, que tingué lloc a Cornellà. El 1993 l'Obra del Ballet Popular guardonà el programa en la seva categoria de mitjans de comunicació. Amb motiu del 20è aniversari de la ràdio i del programa, el 2002 s’estrenà la sardana Vint anys en antena, escrita pel compositor i director de cobla Tomàs Gil Membrado expressament per a l’efemèride. El compositor català Antoni Albors i Asins també en compongué una altra per aquesta fita: Vint anys de Nostra Dansa. En reprendre's el concurs La Sardana de l'Any el 2004, Ràdio Cornellà s'hi adherí i el 2007, amb motiu dels 25 anys del programa, organitzaren amb la Federació Sardanista de Catalunya (FSC) la final d'aquell certamen a l'auditori de la ciutat.
La retransmissió número 1.000 de Nostra Dansa tingué lloc el 26 de febrer de 2005 i se celebrà amb una doble ballada de sardanes on s'hi estrenà una tercera obra musical dedicada, Nostra Dansa Mi i Més, obra del compositor Carles Santiago i Roig. En aquell moment també conduïa el programa l'activista cultural i esportiva cornellanenca Pilar Pons i Lax. Fort i Font dirigí el programa Nostra Dansa durant més de 30 anys i més de 1.200 programes. Se'n retirà de la direcció des del 2012 i hi participà puntualment durant els anys següents, guardonat el 2013 amb la Medalla al Mèrit Sardanista per la seua tasca de difusió (inclosa la creació del programa). Per la seva banda, l'any 2014 Górriz cedí, a 76 anys, el seu fons personal a l'Arxiu Comarcal de la Cerdanya —inclosos diversos documents, imatges i gravacions del seu pas pel programa. Gràcies a dos dels seus col·laboradors radiofònics, el 2016 s'estrenà el documental Descobrint la sardana, més enllà dels tòpics.
Un altre programa molt significatiu fou Fot-li pinya!, dedicat al món casteller i que romangué en antena entre el 1993 i el 1999 amb més de 180 programes, presentats durat la seva darrera etapa pel folklorista i activista cornellanenc Salvador Montell i Puigarnau. Des del 2015, La Placeta del Temps ha esdevingut també un dels programes amb més trajectòria de Ràdio Cornellà, centrat en videoreportatges amb entrevistes biogràfiques a les persones vives més transcendents de la història contemporània del municipi. Aquest espai radiofònic i la tasca de la seva presentadora, Mireia Navarro, foren guardonats el 2019 amb el premi Aigües Cristal·lines d'El Llobregat per la seua contribució comunicativa en la recuperació de la memòria històrica local a través de testimonis orals, vivències i records del veïnat de la ciutat. En l'àmbit de la llengua, existeix la retransmissió de L'espai de català, on s'hi expliquen els cursos de català, les activitats i els usos lingüístics amb la col·laboració del Consorci de Normalització Lingüística del municipi.
Atesa la onada migratòria espanyola a la ciutat durant les dècades del 1950 al 1980, s'hi han produït programes que expliquen les arrels i tradicions d'aquests territoris, com ara l'espai conduït per membres de l'Associació Cultural Galega Rosalía de Castro. El programa, Siempre en Galicia (traduïble en català com a Sempre a Galícia), fou iniciat i conduït inicialment per Manuel Rodríguez el 1986 amb membres de l'entitat i l'any 2016, amb motiu del seu 30è aniversari en antena, fou homenatjat amb un reportatge televisiu per la Televisió de Galícia. Endemés, tenint en compte l'elevat nombre de veïns d'Andalusia a la ciutat i també en les seves ciutats limítrofes, des dels seus inicis la graella de la ràdio comptà amb un gran ventall de programes: La Hora Flamenca, Con acento del sur (traduïble com a Amb accent del sud) i Con otro acento (Amb un altre accent) foren especialment rellevants i conduïts per l'activista i polític Francisco Hidalgo Gómez amb la col·laboració de les entitats andalusistes locals, així com els Cita flamenca o Feria de coplas (Fira de coples) conduïts per Antonio Menchón. Des de la dècada del 2000 també existí l'espai Demesenllà, dedicat a la música ètnica.

### Programació infantil
Pel que fa a la temàtica infantil, Ràdio Cornellà ha destacat per l'estabilitat de les seves emissions destinades a la quitxalla i al procés d'evolució i d'aprenentatge en l'edat escolar. Els seus dos programes més destacats i sostinguts al llarg de la seva existència en aquest àmbit són Les escoles a la ràdio —amb visites i participació d'alumnes dels diferents centres de la ciutat i d'una hora de duració— i sobretot La Nit de Reis, que retransmet anualment la cavalcada de reis a la ciutat i el rol del personatge nadalenc local del Mag Maginet. Aquest darrer programa és considerat, segons publicacions acadèmiques del Consell de l'Audiovisual de Catalunya, el programa infantil més longeu i retransmès de manera ininterrompuda de tot Catalunya, en antena des del 1982 (quan es creà l'emissora) i amb una sola interrupció l'any 2020 per motiu de la pandèmia mundial de COVID-19.

### Altres retransmissions
D'entre la resta d'espais radiofònics de Ràdio Cornellà al llarg de la seva existència, un dels més reconeguts ha estat L'Esport al Punt, programa d'actualitat esportiva d'una hora de durada i que s'emet setmanalment des dels anys 1990. Fou guardonat el 2015 a la Festa de l'Esport de la ciutat i el 2022 rebé la menció qualitat de Ràdio Associació de Catalunya al Premi al Millor Programa de Ràdio Local per haver reflectit un servei públic i plural vers les diverses entitats esportives, disciplines i per la seva aposta informativa donant veu a periodistes joves.
Les transmissions ja desaparegudes de Calidoscopi, que combinà poesia i fils musicals des del 1982 i durant els primers anys de l'emissora (després emès a la Xarxa de Comunicació Local fins al 2012), així com Tons, actiu fins al decenni del 1990 i especialitzat en música jazz, són també destacats en l'apartat musical. El darrer, amb diverses adaptacions, feu el salt com a programa televisiu de TV3 (Tons: Poesia per cantar) i de la mà del mateix presentador, Lluís Marrassé i Meler.
Pel que fa a la solidaritat i el voluntariat sanitari, també compta amb el programa L'Hora de la Creu Roja, emès ininterrompudament des de l'any 2005 i en el qual hi col·laboren membres de la Creu Roja. Hi visibilitzen i contextualitzen les activitats que realitzen i el seu abast social. I en l'àmbit de la igualtat de gènere, el Consell Municipal de les Dones de Cornellà, a data de 2020 hi era present de forma habitual amb un espai radiofònic en què s'explicaven les novetats i serveis del Centre d’Informació i Recursos de les Dones de Cornellà (CIRD) i que servia com a banc de preparació de les competències radiofòniques de moltes dones novelles en aquesta disciplina comunicativa. Pel que fa a política municipal, els programes més històrics son Les veus de Cornellà per acollir tertúlies dels diferents partits de la ciutat o l'Alcalde Respon, de preguntes ciutadanes.

## Professionals destacats
D'entre tota la seva plantilla i voluntaris al llarg dels seus decennis d'història, en destaquen noms del món radiotelevisiu com ara Rosa Maria Quitllet i Magriñà (que després del seu pas per Cornellà treballà a Ràdio Barcelona i esdevingué directora d'informatius de Radiotelevisió Espanyola a Catalunya); Marta Romagosa, qui després esdevingué redactora de Catalunya Informació i millor professional de l'any 2011 segons Ràdio Associació de Catalunya); el DJ i locutor Antonio «Tony» Aguilar Rodríguez (que es convertí en discjòquei subcampió d'Espanya, referent musical a Els 40 i rebé un premi Ondas el 2016 i el Premi d'Honor Ciutat de Cornellà del 2017); el comunicador Jordi Fort i Font, que després a l'ONCE inventà un mètode de ball de sardanes per a invidents; el periodista i guionista Jordi Évole i Requena que després saltà a la fama a TV3 com el Follonero i a Salvados de la Sexta, programa amb què guanya dos premis Ondas el 2008 i el 2011. Évole i Aguilar varen coincidir durant el mateix període de joventut a Ràdio Cornellà.
També hi han dirigit i presentat programes passats activistes i polítics com Francisco Hidalgo Gómez, que fou diputat al Parlament de Catalunya pel Partit Andalusista en la primera legislatura; l'exdirectora de l'emissora, regidora cornellanenca i després també diputada al Parlament en la tretzena legislatura Rocío García Pérez; l'activista cultural i musical Lluís Marrassé i Meler, que arribà a dirigir l'emissora musical TotCat de la Corporació Catalana de Mitjans Audiovisuals i rebé la Creu de Sant Jordi de 2005.